# لوبير سيتي
لوبير سيتي (بالإنجليزية: Lumber City, Georgia)‏ هي مدينة تقع في مقاطعة تيلفير بولاية جورجيا في الولايات المتحدة. تبلغ مساحة هذه المدينة 5 (كم²)، وترتفع عن سطح البحر 42 م، بلغ عدد سكانها 1247 نسمة في عام 2010 حسب إحصاء مكتب تعداد الولايات المتحدة.

## وصلات خارجية
- Cities & Counties - Georgia.gov